# Гобарт (Вісконсин)
Гобарт (англ. Hobart) — селище (англ. village) в США, в окрузі Браун штату Вісконсин. Населення — 10 211 особа (2020).

## Географія
Гобарт розташований за координатами 44°29′40″ пн. ш. 88°9′19″ зх. д. / 44.49444° пн. ш. 88.15528° зх. д. (44.494371, -88.155341).  За даними Бюро перепису населення США в 2010 році селище мало площу 85,63 км², з яких 85,35 км² — суходіл та 0,28 км² — водойми.

## Демографія
Згідно з переписом 2010 року, у селищі мешкали 6182 особи в 2180 домогосподарствах у складі 1828 родин. Густота населення становила 72 особи/км².  Було 2275 помешкань (27/км²).
Расовий склад населення:
| - 78,1 % — білих - 17,5 % — корінних американців - 1,2 % — азіатів - 0,5 % — чорних або афроамериканців - 0,1 % — вихідців з тихоокеанських островів |

До двох чи більше рас належало 2,5 %. Частка іспаномовних становила 2,3 % від усіх жителів.
За віковим діапазоном населення розподілялося таким чином: 27,1 % — особи молодші 18 років, 60,1 % — особи у віці 18—64 років, 12,8 % — особи у віці 65 років та старші. Медіана віку мешканця становила 43,4 року. На 100 осіб жіночої статі у селищі припадало 96,9 чоловіків;  на 100 жінок у віці від 18 років та старших — 96,0 чоловіків також старших 18 років.
Середній дохід на одне домашнє господарство  становив 97 891 долар США (медіана — 76 607), а середній дохід на одну сім'ю — 113 009 доларів (медіана — 91 017). Медіана доходів становила 56 563 долари для чоловіків та 43 358 доларів для жінок. За межею бідності перебувало 8,0 % осіб, у тому числі 12,9 % дітей у віці до 18 років та 4,0 % осіб у віці 65 років та старших.
Цивільне працевлаштоване населення становило 3536 осіб. Основні галузі зайнятості: освіта, охорона здоров'я та соціальна допомога — 17,0 %, виробництво — 16,2 %, транспорт — 11,2 %, публічна адміністрація — 10,9 %.